# Musteața, Fălești
Musteața este un sat din raionul Fălești, Republica Moldova.

## Istorie
Satul a fost atestat documentar pentru prima dată în anul 1490, cu denumirea de Oișani:
„Din mila lui Dumnezeu, noi, Ștefan voievod, domn al Țării Moldovei. Facem cunoscut, cu această carte a noastră, tuturor celor care o vor vedea sau vor auzi citindu-se, că aceste adevărate slugi ale noastre, Iurșa și nepotului, Iliaș Saula, nepoții lui Stoian Procelnic cel bătrân, ne-au slujit drept și credincios. De aceea, noi, văzând dreapta și credincioasa lor slujbă către noi, i-am miluit cu deosebita noastră milă, le-am dat și le-am întărit în țara noastră, în Moldova, ocinile lor drepte, pe care le-a avut bunicul lor, Stoian Procelnic cel bătrân, de la bunicul nostru, Alexandru voievod, satele la Cârligătura, anume: Procelnicii, unde a fost curtea bunicului lor Stoian Procelnic, și Bogdăneștii, și Hovceștii, și Medelenii, și Nedeianii și Bogheasa, și, pe Bahlui, unde a fost Drago, și moara pe Bahlui, și, pe Jijia, Lazorenii, unde a fost Rosneag, și Procelnicii, și moara pe Jijia, și Cozmeștii, și Oișanii, și, peste Prut, Laslăoanii, la gura Hlabnicului, amândouă cuturile, și Negoeștii, și Stancăuții, și Scutureceanii, și Cernaeștii, și Găurenii, și Deleștii, la gura Delei, amândouă cuturile.

...

Iar pentru mai mare putere și întărire a tuturor celor mai sus scrise, am poruncit credinciosului nostru jupan, Tăutul logofăt, să scrie și să atârne pecetea noastră la această carte a noastră.

A scris Toader diac, la Suceava, în anul 6998 <1490>, luna octombrie, 14 zile.”
Apoi satul Oișeni este menționat la 25 mai 1502 într-un document de la Ștefaniță Voievod. Continuitatea așezării este demonstrată, de documente, și pe parcursul secolelor următoare. Începând cu anul 1859, satul este atestat sub o altă denumire – Musteața-Oișeni.

## Administrație și politică
Componența Consiliului local Musteața (9 consilieri), ales la 5 noiembrie 2023, este următoarea:
|  | Partid                                | Consilieri | Componență | Componență | Componență | Componență | Componență | Componență |
|  | ------------------------------------- | ---------- | ---------- | ---------- | ---------- | ---------- | ---------- | ---------- |
|  | Partidul Nostru                       | 6          |            |            |            |            |            |            |
|  | Partidul Social Democrat European     | 2          |            |            |            |            |            |            |
|  | Candidat independent SILVIA VOLOȘCIUC | 1          |            |            |            |            |            |            |